# Os Baobás
Os Baobás foram um grupo de rock de garagem formado em 1965 na cidade de São Paulo.

## História
Formados em 1965, sob o nome de Rubber Souls, participavam de programas de televisão na capital paulista. Em 1966, estrearam com o compacto "Pintada de Preto (Painted It Black)" (dos Rolling Stones) / "Bye Bye My Darling" , ao qual seguiram-se mais quatro compactos, entre eles "Happy Together" (dos The Turtles) / "Down Down". A primeira formação do grupo contou com Ricardo Contins (guitarra), Jorge Pagura (bateria), Carlos (baixo), Renato (guitarra solo) e Arquimedes (pandeiro).
O grupo antecipou a chegada do hit "Light My Fire" do The Doors no Brasil, em gravação que contou com o futuro Os Mutantes e produtor Liminha no baixo. Inicialmente beat, enveredou pelo rock psicodélico, que resultou na gravação do seu único álbum de estúdio, em 1968, contendo diversos covers; entre eles, "Oranges Skies", do Love.
O nome Baobás (árvore gigante e frondosa da África), retirado do livro "O Pequeno Princípe", foi sugestão de Ronnie Von, que também batizou Os Mutantes. Além de Ronnie Von, com quem gravou o compacto "Menina Azul", em 1967, o grupo também acompanhou Caetano Veloso em programas de televisão e em shows, substituindo os Beat Boys.
Também passaram pelas diversas formações da banda Rafael Vilardi (ex-O'Seis), Guga, Nescau, Tuca e Tico Terpins (depois Joelho de Porco).

## Discografia

### Álbuns de estúdio
- Baobás (1968, LP, Mocambo/Rozemblit)

### Singles
- "Bye Bye My Baby" / "Pintada de Preto (Paint It Back) (1966, 7", Mocambo/Rozemblit)
- "Happy Together" / "Down Down" (1967, 7", Mocambo/Rozemblit)
- "Don't Bring Me Down" / "When Loves Comes Knocking (At Your Door)" (1967, 7", Mocambo/Rozemblit)
- "Acenda Meu Fogo (Light My Fire)" / "Esta Noite (Tonite)" (1968, 7", Mocambo/Rozemblit)
- The Dock of the Bay" / "Spooky" (1968, 7", Mocambo/Rozemblit)

### Coletâneas
- Os Grandes Sucessos (1968, LP, Mocambo/Rozemblit) com a faixa "Acenda Meu Fogo (Light My Fire)"